# E312 (trasa europejska)
E312 – trasa europejska biegnąca przez Holandię. Zaliczana do tras kategorii B droga łączy Vlissingen z Eindhoven. Jej długość wynosi 167 km.